# Český florbal
Český florbal (ČF) je členský svaz Mezinárodní florbalové federace a orgán, který organizuje florbal v Česku.
Aktuálně je členem Českého florbalu přes 77 tisíc lidí (dle metodiky ČUS). Celkem 2,6 tisíce týmů v devíti věkových kategoriích shodných pro muže i ženy hraje okolo 400 soutěží až v devíti úrovních. V jedné sezoně se odehraje přes 35 tisíc zápasů, v průměru jeden tisíc každý herní víkend.

## Historie
Organizace vznikla v roce 1992 pod názvem Česká florbalová unie, když do Česka pronikl florbal ze severských zemí. O rok později bylo ČFbU uděleno členství v Mezinárodní florbalové federaci a v České unii sportu. V roce 1994 ČFbU pořádala historicky první ročník nejvyšší mužské soutěže v Česku. Další rok se odehrál první ročník nejvyšší ženské soutěže. V roce 2005 byla unie přijata do Českého olympijského výboru.
V roce 2017 byla Česká florbalová unie z rozhodnutí valné hromady přejmenována na Český florbal.
Český florbal zorganizoval sedm mistrovství světa, tři mužské včetně historicky druhého v roce 1998 a dalších dvou v letech 2008 a 2018, ženské v roce 2013, dvě juniorů v letech 2003 a 2021, a juniorek v roce 2010.
Český florbal uspořádal i jedny z nejnavštěvovanějších florbalových utkání na světě. Finále Mistrovství světa 2018 v pražské O2 areně sledovalo 16 276 diváků. Stejná hala hostila i rekordní ligovou návštěvu 14 509 diváků při mužském superfinále sezóny 2024/2025. Televizní divácký rekord drží semifinále mistrovství v roce 2018 s 682 tisíci diváky.

## Řízení Českého florbalu
Nejvyšším orgánem Českého florbalu je valná hromada, která se pravidelně schází každý rok v Brně. Valnou hromadu tvoří 79 delegátů, z toho 70 delegátů je vyslaných krajskými valnými hromadami. Každý kraj je zastoupen minimálně třemi delegáty, jejich celkový počet se poměrově odvíjí od aktuálního počtu aktivních oddílů v daném kraji. Zbylých devět delegátů jsou členové výkonného výboru a prezident Českého florbalu. Valná hromada projednává výroční zprávy o stavu Českého florbalu a činnosti jednotlivých orgánů. Zároveň volí prezidenta, výkonný výbor, předsedy Disciplinární a Arbitrážní komise a všechny členy Odvolací a revizní komise.
Český florbal, tak jako ostatní české sporty, je řízen výkonným výborem, který na čtyři roky volí Valná hromada. Výkonný výbor je složen z prezidenta a osmi členů. Každý člen Výkonného výboru má zpravidla na starosti jednu z odborných oblastí, kterou vede prostřednictvím odborné komise. Podobnou strukturu řízení mají i florbalové regiony, které disponují svými výkonnými výbory v čele s hejtmany. Členství ve výborech a komisích je dobrovolná činnost.

## Předsedové
- Martin Vaculík (1992 až 1998)[6]
- František Babák (1998 až 2000)
- Filip Šuman (2000 až 2021)[7]
- Daniel Novák (od 2021)[8]

Zdroj: